# 鷹フェス 〜秘密結社 鷹の爪 10th Anniversary Best〜
『鷹フェス 〜秘密結社 鷹の爪 10th Anniversary Best〜』は、秘密結社鷹の爪の10周年ベスト・アルバムであり、コンピレーション・アルバムでもある。ドリーミュージックから2016年8月24日に発売された。

## 収録曲
[Disc 1]
- (M-2) GO!GO!ライダー [3:29]
歌 : FUNKY MONKEY BABYS
- (M-3) Go Your Way [4:04]
歌 : 山嵐
- (M-5) Goodbye Mr A [4:28]
歌 : The Hoosiers
- (M-7) 黄昏ムーン [4:23]
歌 : 依布サラサ
- (M-8) 我等!鷹の爪団 [3:21]
歌 : manzo
- (M-10) I Dreamed a Dream [3:12]
歌 : スーザン・ボイル
- (M-12) 恋のエキゾーストノート [2:25]
歌 : 吉田くんとレッチリ合唱団
- (M-14) マンボ de 鷹の爪 [1:03]
歌 : 吉田くんとレッチリ合唱団
- (M-15) スカッと鷹の爪 [1:32]
歌 : 吉田くんとレッチリ合唱団
- (M-16) ダンス! ダンス! 鷹の爪 [3:24]
歌 : 吉田くんとレッチリ合唱団
- (M-17) ポルカ de 鷹の爪 [3:11]
歌 : 吉田くんとレッチリ合唱団
- (M-19) 鷹の唄〜ギリギリ boys〜 [2:32]
歌 : i-dep feat.Cana
- (M-20) 鷹の空〜ルテルテ主坊〜 [3:49]
歌 : i-dep feat.スネオヘアー
- (M-21) 鷹の鳥〜何不自由ない〜 [3:57]
歌 : i-dep feat.土岐麻子
- (M-22) 鷹の夏〜YES/NO枕〜 [3:09]
歌 : i-dep feat.藤岡みなみ
- (M-23) 鷹の鷹〜カブトムシとサクランボ〜 [3:39]
歌 : i-dep feat.鷹の爪団 with デラックスファイター

[Disc 2]
- (M-2) 鷹の爪音頭 [2:51]
歌 : 吉田くんとレッチリ合唱団
- (M-4) IRONY [4:53]
歌 : m-flo+daoko
- (M-6) 星のない街〜TOKYO〜 [5:12]
歌 : 田原俊彦 feat.LITTLE & MASSATACK
- (M-8) Beautiful Life [4:17]
歌 : Sotte Bosse
- (M-9) 大丈夫 [4:10]
歌 : rieco
- (M-11) CHAN-BA-LAジャスティス伝説 [4:14]
歌 : Gero
- (M-12) カモメ [4:55]
歌 : C&K
- (M-14) 恋はずーく☆ダンス [3:58]
歌 : La PomPon
- (M-15) WONDER ALONE [3:13]
歌 : GLIM SPANKY
- (M-16) メトロポリス [5:06]
歌 : RIP SLYME
- (M-18) 一期一会 [4:06]
歌 : モン吉